# Pinanga crassipes
Pinanga crassipes är en enhjärtbladig växtart som beskrevs av Odoardo Beccari. Pinanga crassipes ingår i släktet Pinanga och familjen Arecaceae. Inga underarter finns listade i Catalogue of Life.